# Masu

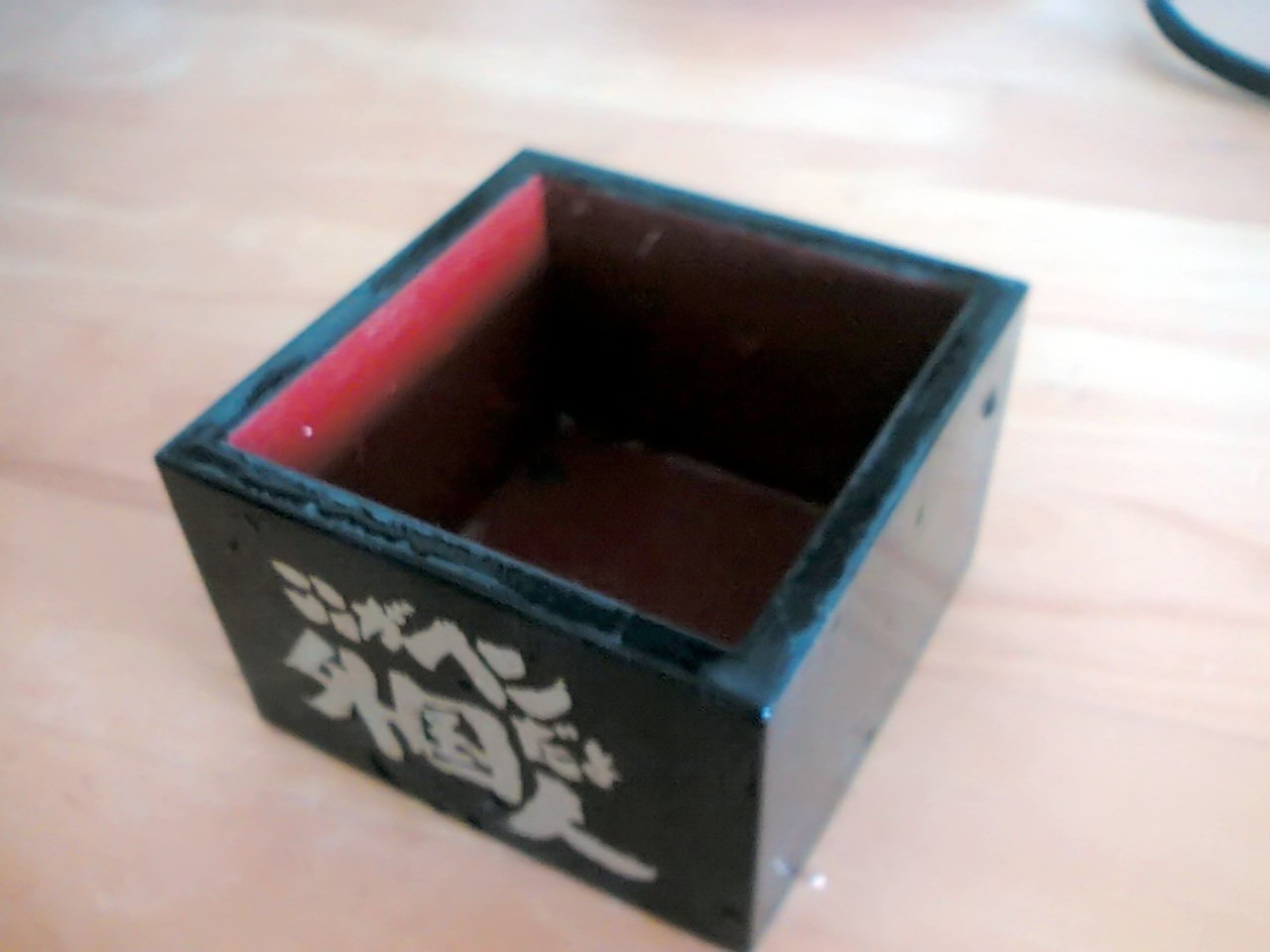
masu decorado

O masu, ou copo de saquê, é um vasilhame tradicional, mas é evitado pelos puristas pois a madeira afeta o sabor do saquê. Em alguns dos mais tradicionais restaurantes japoneses, como mostra de generosidade, a pessoa que serve pode pôr um copo dentro do masu (ou pôr o masu dentro de um pires) e encher até que o saquê transborde e derrame no vasilhame secundário.

## Unidade de Medida

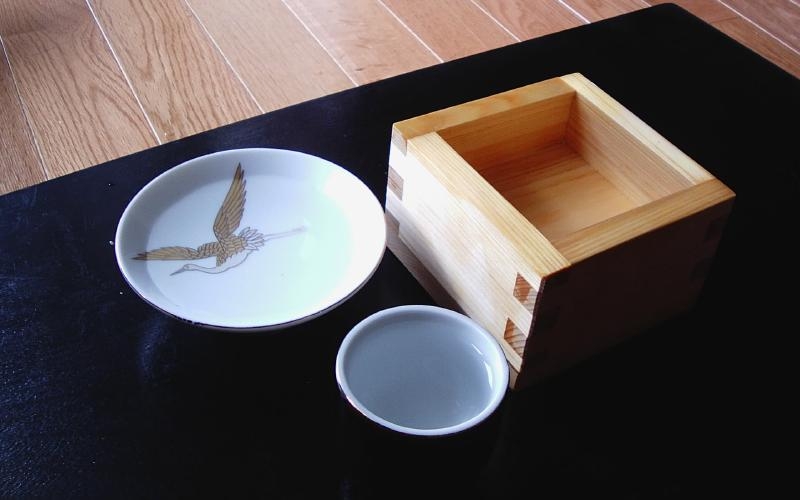
Conjunto para beber saquê incluindo um masu

O masu foi inicialmente uma caixa quadrada de madeira usada para medir arroz no Japão durante o periodo feudal. Apesar de pequeno para os padrões de hoje, um masu era supostamente a quantidade suficiente de arroz para alimentar uma pessoa por um dia. E de acordo com o mesmo padrão de medida, um Koku seria a quantidade de arroz suficiente para alimentar uma pessoa por um ano.
Hoje o masu é amplamente usado para se beber o saquê já que com o advento das modernas panelas de arroz elétricas e uma dieta com mais calorias no Japão têm feito do masu impróprio para se medir porções de arroz. É muito comum ver o masu sendo servidos em restaurantes e bares ao redor do arquipélago japonês além de outras partes da Ásia. Alguns restaurantes japoneses no Brasil também servem masu.